# Croxley Green
Croxley Green – wieś w Anglii, w hrabstwie Hertfordshire, w dystrykcie Three Rivers. Leży 31 km na południowy zachód od miasta Hertford i 27 km na północny zachód od centrum Londynu. Miejscowość liczy 12 000 mieszkańców.